# 京都師管区部隊
京都師管区部隊（きょうとしかんくぶたい）は、1945年4月から11月まであった大日本帝国陸軍の師管区部隊の一つである。京都府・滋賀県・福井県からなる京都師管区の徴兵・動員・訓練・警備などにあたった。上級部隊は中部軍管区部隊である。8月の敗戦後もしばらく存置され、11月末に解散した。 

## 部隊の発足
師管区は1945年4月に師管を改称して設けられ、師管区部隊は師管区の防衛と管区業務に専念する部隊として、従来の留守師団を転換して編成された。師管区部隊は、留守師団を構成した司令部・補充隊のほか、連隊区司令部、地区司令部、特設警備隊、地区特設警備隊、陸軍病院といった管区内の様々な非戦闘部隊・官衙もまとめられ、全体としてはかなり雑多な集まりである。
京都師管区では、4月1日に留守第53師団司令部が京都師管区司令部に改称し、続いて8日に砲兵・工兵・通信の補充隊、歩兵第1補充隊と歩兵第2補充隊が10日、輜重兵補充隊が16日に編成されて発足した。

## 復員
戦後陸軍は解体されることになったが、治安維持などの理由で師管区部隊はしばらくそのまま置かれた。部隊には相当数の朝鮮人が属しており、彼らはまず砲兵補充隊に集められ、8月27日に博多に輸送、さらにそこから船で朝鮮に送還された。砲兵・工兵・輜重兵の補充隊は9月7日に復員（解散）した。歩兵補充隊は11月1日に一斉に復員した。
最終的な解散は、11月30日付になされた。京都第一陸軍病院は11月30日に厚生省に移管して国立京都病院になった。現在の国立病院機構京都医療センターである。師管区司令部も同じ日に復員したが、一部の人員は第一復員省の職員となり、引き続き復員関連の業務にあたった。

## 編成

### 編制上の定員
「中部軍管区編制人員表」による。部隊の定員は何度か改正されたが、ここではその最後のものを示した。人数に大きな変化はない。
- 京都師管区司令部 - 軍人259、軍属16、馬匹13。
- 京都師管区制毒訓練所 - 軍人27、軍属1人。
- 京都師管区歩兵第1補充隊 - 軍人1933、軍属1、馬匹75。
- 京都師管区歩兵第2補充隊 - 軍人1933、軍属1、馬匹75。
- 京都師管区砲兵補充隊 - 軍人576、軍属1、馬匹87。
- 京都師管区工兵補充隊 - 軍人705、軍属1、馬匹9。
- 京都師管区通信補充隊 - 軍人345、軍属1、馬匹12。
- 京都師管区輜重兵補充隊 - 軍人659、軍属1、馬匹60。
- 特設警備第160大隊 - 軍人550、うち常置人員5。
- 特設警備第161大隊 - 軍人550、うち常置人員5。
- 特設警備第110中隊 - 軍人126、うち常置人員4。
- 第113特設警備工兵隊 - 軍人930、うち常置人員6[6]
- 京都連隊区司令部 - 軍人118、軍属25。
- 大津連隊区司令部 - 軍人79、軍属20。
- 福井連隊区司令部 - 軍人79、軍属20。
- 京都地区司令部 - 軍人45。
  - 京都地区第1特設警備隊（第20まで）- 軍人306、20隊合計6000。
- 大津地区司令部 - 軍人32。
  - 大津地区第1特設警備隊（第16まで）- 軍人306、16隊合計4896。
- 福井地区司令部 - 軍人32。
  - 福井地区第1特設警備隊（第14まで）- 軍人306、14隊合計4200。
- 京都第1陸軍病院 - 軍人432。
- 敦賀陸軍病院 - 軍人58。
- 鯖江陸軍病院 - 軍人43。
- 京都第2陸軍病院 - 軍人108。

### 終戦時の兵力
1968年作成の『陸軍部隊（主として内地）調査表』による。中部137部隊などは通称号。兵力は「中部軍管区人員一覧表」による8月15日現在のもの。
- 京都師管区司令部 - 京都。兵力162。
- 京都師管区歩兵第1補充隊 - 京都。中部137部隊。兵力1552。
- 京都師管区歩兵第2補充隊 - 敦賀。中部136部隊。兵力1222。
- 京都師管区砲兵補充隊 - 京都。中部140部隊。兵力1498。
- 京都師管区工兵補充隊 - 京都。中部141部隊。兵力697。
- 京都師管区通信補充隊 - 京都。中部142部隊。兵力248。
- 京都師管区輜重兵補充隊  - 京都。中部143部隊。兵力880。
- 特設警備第160大隊 - 京都。中部4132部隊。兵力14。
- 特設警備第161大隊 - 京都。中部4133部隊。兵力14。
- 特設警備第110中隊 - 京都。中部4141部隊。兵力4。
- 第113特設警備工兵隊 - 滋賀県八日市町。中部4181部隊。兵力6。
- 京都連隊区司令部 - 京都。兵力113。
- 大津連隊区司令部 - 大津。兵力49。
- 福井連隊区司令部 - 福井。兵力41。
- 京都地区司令部 - 京都。兵力40。
  - 京都地区第1特設警備隊（第20まで）
- 大津地区司令部 - 大津。兵力21。
  - 大津地区第1特設警備隊（第16まで）
- 福井地区司令部 - 福井。兵力18。
  - 福井地区第1特設警備隊（第14まで）
- 京都第一陸軍病院 - 京都。兵力160。
- 敦賀陸軍病院 - 敦賀。兵力34。
  - 鯖江陸軍病院 - 鯖江町。兵力27。